# NGC 482
NGC 482 (другие обозначения — ESO 296-13, MCG −7-3-17, AM 0118-411, PGC 4823) — галактика в созвездии Феникс. Открыта Джоном Гершелем в 1835 году, описывается Дрейером как «очень тусклый, немного вытянутый объект».
Этот объект входит в число перечисленных в оригинальной редакции «Нового общего каталога».